# Parish of Portland
Parish of Portland är en parish i Jamaica. Den ligger i den östra delen av landet, 30 km nordost om huvudstaden Kingston. Antalet invånare är 80 787. Arean är 814 kvadratkilometer. Parish of Portland ligger på ön Jamaica.
Terrängen i Parish of Portland är varierad.
Följande samhällen finns i Parish of Portland:
- Port Antonio
- Buff Bay
- Manchioneal
- Hope Bay
- Moore Town